# 진자좡구
진자좡구(한국어: 김가장구, 중국어: 金家庄区, 병음: Jīnjiāzhuāng Qū)는 중화인민공화국 안후이성 마안산 시의 현급 행정구역이다. 넓이는 48km2이고, 인구는 2007년 기준으로 110,000명이다.

## 행정 구역
4개 가도를 관할한다.
- 가도: 金家庄街道, 江边街道, 塘西街道, 慈湖街道.